# Gandža (Azerbajdžan)
Gandža (azerski: Gəncə) je drugi najveći grad u Azerbajdžanu (nakon Bakua). Za vrijeme dominacije Ruskoga Carstva grad je bio poznat kao Jelizavetpolj (rus. Елизаветполь), a između 1920. i 1935. godine vraćeno mu je staro ime Gandža. Ipak, u vrijeme SSSR-a gradu je promijenjeno ime u Kirovabad (rus. Кировабад), a 1989.
 opet mu je službeno vraćeno staro ime. Grad se prostire na približno 110 km², a prema popisu stanovništva iz 2009. godine imao je 313.300 stanovnika.

## Povijest
Prema arapskim srednjovjekovnim izvorima, grad je osnovan 859. godine. Arapsko osnivanje grada potvrdio je srednjovjekovni povjesničar Movses Kagankatvatsi, koji je tvrdio da je grad osnovao 846. sin Khazra Patgosa u kantonu Arshakashen. Kao povijesno važan grad na jugu Kavkaza, gradom su vladale mnoge dinastije. U gradu je također rođen poznati pjesnik Nizami Ganjavi. Nakon potresa 1139. grad je zauzeo kralj Demetrije I. Gruzijski. Nakon invazije Mongola 1231. grad su ponovno zauzeli Gruzijci. Grad je ponovno oživio nakon dolaska safavidske dinastije na vlast. Gradom je između 1578. i 1603., te 1724. i 1735. vladalo Osmansko carstvo.
Za vrijeme vladavine safavidskog carstva, Gandža je bila glavni grad Beglerbega Karabakh. 1747. grad je postao središte kanata Ganja. Grad se žestoko suprotstavio ruskom širenju na južni Kavkaz. Rusi su pod vodstvom Pavela Cicianova 1804. napali kanat. Nakon zauzimanja grada Rusi su ubili 3000 stanovnika grada. Prema Gulistanskom ugovoru iz listopada 1813. grad je s većinom Azerbajdžana pripao Ruskom carstvu. Grad je preimenovan u Elizavetpol, a 1868. je postao glavni grad guvernerata Elizavetpol.
1918. grad je privremeno bio glavni grad Azerbajdžanske demokratske republike, kada je ponovno preimenovan u Gandža. U travnju 1920. Azerbajdžan je okupirala Crvena armija. U svibnju 1920. u gradu je izbila neuspjela antisovjetska pobuna
tijekom koje je u borbama između vojske i pobunjenika grad teško oštećen. 1935. Josif Staljin je grad preimenovao u Kirovabad. Nakon osamostaljenja Azerbajdžana 1991. gradu je ponovno vraćeno staro ime.

## Gospodarstvo
Gospodarstvo grada se dijelom temelji na poljoprivredi, a dijelom na turizmu. Postoji industrija svile, porculana i obuće. Također je značajna proizvodnja hrane, grožđa i pamuka s obližnjih farmi. U blizini grada nalazi se rudnik bakra i aluminija. Grad ima jedan od najvećih tekstilnih proizvođača u zemlji koji je dobio najviše ocjene na tržištima susjednih zemalja.

## Znamenitosti
U 11. st. lokalni kovač Ibrahim napravio je poznata Gandžanska vrata.
- Nizamijev mauzolej
- Abasov karavan-saraj
- Abasova Saborna džamija
- Han Bagi
- Armenska crkva

## Vanjske poveznice
- Gäncä (engl. Ganja) - The memories of stones

Ostali projekti
|  | Zajednički poslužitelj ima stranicu o temi Gäncä |